# اوشن (مریلند)
اوشن (به انگلیسی: Ocean) یک منطقهٔ مسکونی در ایالات متحده آمریکا است که در شهرستان الیگنی، مریلند واقع شده‌است. اوشن ۰٫۱ کیلومتر مربع مساحت و ۳۲ نفر جمعیت دارد و ۵۳۳٫۴۱ متر بالاتر از سطح دریا واقع شده‌است.